# Gepps Cross, Nam Úc
Gepps Cross, Nam Úc là một ngoại ô của Thành phố Port Adelaide Enfield ở miền tây bắc thành phố Adelaide, thủ đô tiểu bang Nam Úc, nước Úc. Mã bưu điện của ngoại ô là 5094. Gepps Cross trước đây được xem là điểm cuối của các khu nội ô và là điểm khởi đầu của các khu ngoại ô phía bắc lúc ở đây có một lò mổ lớn (hiện đã đóng cửa).